# Ніжинський район
Ніжинський райо́н (Ніжинщина) — район в Україні, у південній та центрально-східній частині Чернігівської області і межує з Сумською та Київською областями та був утворений під час адміністративно-територіальної реформи в Україні 2020 року. Адміністративний центр — місто Ніжин. 
До складу району входять 17 територіальних громад.

## Історія
Ніжинський район утворено 19 липня 2020 року згідно із Постановою Верховної Ради України № 807-IX від 17 липня 2020 року в рамках Адміністративно-територіальної реформи в Україні. До його складу увійшли: Ніжинська, Батуринська, Бахмацька, Бобровицька, Борзнянська, Носівська міські, Дмитрівська, Лосинівська селищні та Вертіївська, Височанська, Комарівська, Крутівська, Макіївська, Мринська, Новобасанська, Плисківська, Талалаївська сільські територіальні громади. Перші вибори Ніжинської районної ради відбулися 25 жовтня 2020 року.
Раніше територія району входила до складу ліквідованих в той же час Ніжинського (1923—2020), Бахмацького, Бобровицького, Борзнянського, Носівського районів та міста обласного підпорядкування Ніжин, з територією підпорядкованою міській раді, Чернігівської області.